# Centistes antennalis
Centistes antennalis är en stekelart som först beskrevs av Watanabe 1937.  Centistes antennalis ingår i släktet Centistes och familjen bracksteklar. Inga underarter finns listade.